# Richard Lietz
Richard Lietz, född 17 december 1983 i Waidhofen an der Ybbs, är en professionell österrikisk racerförare och fabriksförare för Porsche i FIA World Endurance Championship.

## Racingkarriär
Lietz kör GT-racing för Porsche med framgångar i Le Mans Series. Han vann Nürburgring 24-timmars 2018 och har även vunnit Le Mans 24-timmars GT-klass två gånger.